# Junak na kolcih
Junak na kolcih je mladinska povest slovenskega pisatelja Janeza Švajncerja, ki je izšla v knjižni obliki leta 1973 pri Mohorjevi družbi v Celovcu z besedilom v slovenščini in nemščini in ilustracijami Janeza Vidica. Pred tem je izhajala v nemščini v avstrijskem tedniku Neues Land.
V povesti je pisatelj zapisal spomine iz njegovih prvih let življenja. Glavna oseba je Hanzek, ki je najmlajši v družini. Hanzek ima še dva brata, Joža in Franček. Hanzekov oče je čevljar, mati pa je gospodinja.